# Plasticultura

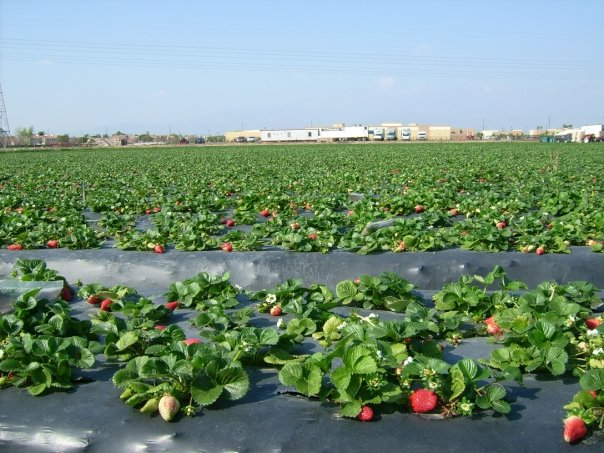
Cobertura plástica usada para o cultivo de morangos

Plasticultura é a prática de utilização de materiais plásticos em aplicações agrícolas. Os próprios materiais plásticos são frequentemente e amplamente referidos como "plásticos agrícolas". Os plásticos agrícolas para plasticultura incluem filme de fumigação de solo, fita/tubo de irrigação, cordão plástico para embalagem de plantas, vasos de viveiro e fardos, mas o termo é mais frequentemente usado para descrever todos os tipos de coberturas plásticas de plantas/solo. Essas coberturas variam desde filme plástico, coberturas de fileiras, túneis altos e baixos (politúneis) até estufas de plástico.
Esperava-se que o plástico utilizado na agricultura incluísse 6,7 milhões de toneladas de plástico em 2019 ou 2% da produção global de plástico. O plástico utilizado na agricultura é difícil de reciclar devido à contaminação por produtos químicos agrícolas. Além disso, a degradação do plástico em microplásticos é prejudicial à saúde do solo, aos microrganismos e aos organismos benéficos como as minhocas. A ciência atual não está clara se há impactos negativos nos alimentos ou se os alimentos cultivados na plasticultura são consumidos por humanos. Devido a estes impactos, alguns governos, como a União Europeia no âmbito do Plano de Ação para a Economia Circular, estão a começar a regular a sua utilização e os resíduos plásticos produzidos nas explorações agrícolas.

## Tipos de plásticos usados
O polietileno (PE) é o filme plástico utilizado pela maioria dos produtores devido ao seu preço acessível, flexibilidade e fácil fabricação. Ele vem em uma variedade de espessuras, como uma forma de baixa densidade (LDPE), bem como uma forma linear de baixa densidade (LLDPE). Estes podem ser modificados pela adição de certos elementos ao plástico que lhe conferem propriedades benéficas para o crescimento das plantas, como redução da perda de água, estabilização UV para resfriar o solo e prevenir insetos, eliminação da radiação fotossinteticamente ativa para prevenir o crescimento de ervas daninhas, opacidade IR, antigotejamento/antiembaçante e fluorescência.

## Aspectos ambientais

### Reciclagem
Um componente significativo da plasticultura é o descarte de plásticos agrícolas usados. Existem tecnologias que permitem que os plásticos agrícolas sejam reciclados em resinas plásticas para reutilização na indústria de fabricação de plásticos.
A reciclagem da cobertura plástica é difícil porque ela costuma estar molhada ou suja. A cobertura morta fina se decompõe rapidamente e pode ser impossível de ser coletada para reciclagem, uma vez degradada.

## Legislação sobre o uso de plástico na agricultura
Na União Europeia, está em vigor a Diretiva 2008/98/CE sobre gestão de resíduos, cujo artigo 8 afirma que "cada estado membro pode introduzir o conceito ERP no seu próprio quadro jurídico, além de decidir como incentivar os fabricantes a participarem na prevenção , reutilização, reciclagem e recuperação de produtos plásticos usados". Além disso, em 2018, a Comissão Europeia publicou uma comunicação que apresenta uma estratégia para os plásticos numa economia circular. Mencionou a redução dos resíduos plásticos e do lixo, por exemplo, reduzindo os plásticos de utilização única, combatendo as fontes de lixo marinho no mar, restringindo a utilização de plásticos oxodegradáveis e reduzindo a poluição por microplásticos. Em 2020, a UE finalmente lançou o seu Plano de Ação para a Economia Circular. Incluiu um conjunto de medidas para reduzir o lixo plástico e abordar a presença de microplásticos no ambiente. Expressou também a abordagem de questões de sustentabilidade através do desenvolvimento de um quadro político sobre plásticos biodegradáveis ou compostáveis.